# 長頭南乳魚
長頭南乳魚，為輻鰭魚綱胡瓜魚目南乳魚科的其中一種。被IUCN列為次級保育類動物，分布於澳洲塔斯馬尼亞島的Arthurs湖和Woods湖，體長可達14.5公分，棲息於在岩石或砂質底部上的水流邊緣，有時在水生植物之中，屬肉食性，以水生昆蟲與甲殼動物為食。

## 扩展阅读
維基物種上的相關：長頭南乳魚